# کلدان (رابر)
کلدان (رابر)، روستایی از توابع رابر شهرستان رابر در استان کرمان ایران است.

## جمعیت
این روستا در دهستان جواران قرار دارد و براساس سرشماری مرکز آمار ایران در سال ۱۳۸۵، جمعیت آن ۲۲۲ نفر (۵۱خانوار) بوده‌است. بیشتر ساکنین این روستا از طایفه موسایی و فامیل فیروزی هستند. شغل اغلب ساکنین کشاورزی و دامداری می‌باشد
آب این روستا از رودخانه هلیل رود تأمین می‌شود در گلزار شهدای این روستا پنج شهید والا مقام که جان خود را در راه انقلاب اسلامی و میهن ایران تقدیم کرده اند ، آرمیده اند۱ شهید احمد فیروزی ۲ شهید بارانعلی هلیرودی۳ شهید بهرام هلیرودی۴شهید عنایت الله پاینده ۵ شهید جهاندار سلیمانی( داوودی).